# Manuel Garat Caramé
Manuel Garat Caramé (Ferrol, 17 de diciembre de 1957) es un militar español retirado de la Armada que alcanzó el grado militar de Almirante y que sirvió como Almirante de la Flota entre 2018 y 2020. Con anterioridad, fue Almirante Segundo Jefe del Estado Mayor de la Armada entre 2017 y 2018.

## Biografía
El almirante Garat nació en Ferrol, provincia de La Coruña, el 17 de diciembre de 1957. A punto de cumplir los 18 años, ingresó en la Escuela Naval Militar en el verano de 1975. Es especialista en comunicaciones, tiene la aptitud de “Controlador Naval de Interceptación”, es diplomado en Estado Mayor y posee un curso de Mando Naval obtenido en la Naval War College de Newport, Estados Unidos. Habla español e inglés. Está casado con Teresa Loureiro, con la que tiene siete hijos y trece nietos.

### Carrera militar
Ingresó en la Escuela Naval Militar de Marín el 16 de agosto de 1975 y ascendió a Alférez de navío en 1980. Ya como oficial estuvo embarcado en buques de la Armada como la fragata Extremadura, la corbeta Infanta Cristina y los cazaminas Ebro y Guadalete. Ejerció el mando del dragaminas Ebro entre 1991 y 1992, del cazaminas Guadalete entre 1997 y 1998, de la fragata Almirante Juan de Borbón entre 2002 y 2005 y de la 31.ª Escuadrilla de Escoltas entre 2007 y 2009.
Ha sido profesor en la Escuela Naval Militar en 1989 y en el buque escuela Juan Sebastián Elcano en 1991, donde comandó una brigada de caballeros guardiasmarinas. En 1999 estuvo destinado en el Cuartel General de la Región Sur de la OTAN con sede en Nápoles, Italia, así como en los Estados Mayores de la Armada con sede en Madrid en los años 1993 y 2009, de la Flota con base en Rota en 1992 y 2005 y de la Fuerza Anfibia de la Flota en 1995.
En 2010 fue ascendido al grado de Contraalmirante concediéndole el mando entre 2010 y 2012 del Grupo de Acción Naval 1 con base en Ferrol.
En 2012 fue ascendido al grado de vicealmirante ejerciendo el mando sobre el Arsenal de Ferrol hasta septiembre de 2015, cuando fue nombrado Almirante de Acción Naval. Ascendió al empleo de Almirante en mayo de 2017, siendo desde entonces asesor del gabinete técnico del subsecretario de Defensa hasta que en septiembre de ese mismo año fue nombrado Segundo Jefe del Estado Mayor de la Armada.
El 22 de septiembre de 2018 fue nombrado almirante de la Flota, tomando posesión del cargo el 24 de septiembre. Cesó el 13 de mayo de 2020, tras cumplir el máximo de 10 años en la categoría de oficial general, pasando a la reserva.
Su último destino profesional antes del retiro fue la subdirección del Instituto Universitario Gutiérrez Mellado.